# Vera Múkhina
Vera Ignàtievna Múkhina (rus: Ве́ра Игна́тьевна Му́хина) (Riga, 1 de juliol de 1889 – Moscou, 6 d'octubre de 1953) va ser una prominent escultora soviètica.

## Biografia
Vera Múkhina va néixer a Riga, en el si d'una família de comerciants. Posteriorment es traslladarien a Moscou, on estudià a diverses escoles d'art, incloent la de Konstantín Iuon i Ilià Maixkov. El 1921 viatjà a París, on estudià a l'Académie de la Grande Chaumière i va prendre lliçons d'Emile-Antoine Bourdelle, continuant després per Itàlia per explorar l'art i les escultures del període del Renaixement.
Entre 1915 i 1916 serví com ajudant d'Aleksandra Ekster al Teatre de Cambra d'Aleksandr Taïrov de Moscou. El 1918 es casà amb Alexei Zamkov, un cirurgià militar.
Durant la dècada de 1920, Múkhina es convertí en una de les escultores soviètiques més preeminents, i encara que continuà produint escultura cubista fins al 1922, es convertiria en una de les figures capdavanteres del realisme socialista, tant en estil com en ideologia. Va donar classes a l'Escola de l'Estat entre 1926 i 1927, i despertaria l'atenció internacional el 1937 amb l'escultura Obrer i Dona del Kolkhoz. El treball del seu estudi en monuments oficials i escultura arquitectònica en comissions estatals seguí fins a la seva mort. També experimentà amb vidre, produint diversos busts en vidre. D'acord amb la llegenda, el vas de taula soviètic va ser dissenyat per ella.
Donada la seva influència com a gran artista soviètica, així com a antiga estudiant de l'escultor letó Kārlis Zāle, aconseguí convèncer els oficials soviètics a finals de la dècada dels 40 que l'escultura Monument a la Llibertat de Riga tenia una gran importància artística. Gràcies als seus esforços, el monument no va ser demolit per posar-hi una estàtua de Ióssif Stalin.
El 1953 va escriure el llibre "Pensaments d'una escultora".
Està enterrada al cementiri de Novodévitxi de Moscou. La seva obra actualment no té gaire reconeixement a Moscou.

## Honors
Artista del Poble de l'URSS (1943).
 Premi Stalin en 5 ocasions (entre 1941 i 1952)
 Orde de la Bandera Roja del Treball (1938)
 Orde de la Insígnia d'Honor (1945).

## Treballs
- Dona pagesa (1927), un bronze avui situat a la galeria Tretiakov de Moscou
- Fertilitat (1934) i Pa (1939), avui al Parc de l'Amistat de Moscou
- 3 figures al Teatre d'Hivern de Sotxi (1937)
- el grup monumental Volem pau (1950-51). Mukhina va exercir de coordinadora dels escultors, i la figura de la mare és seva.
- el monument a Maxim Gorki de Nijni Nóvgorod (1952)
- l'estàtua de Piotr Ilitx Txaikovski del conservatori de Moscou
- l'escultura Obrer i Dona del Kolkhoz (1937) pel pavelló soviètic a l'Exposició Universal de París.

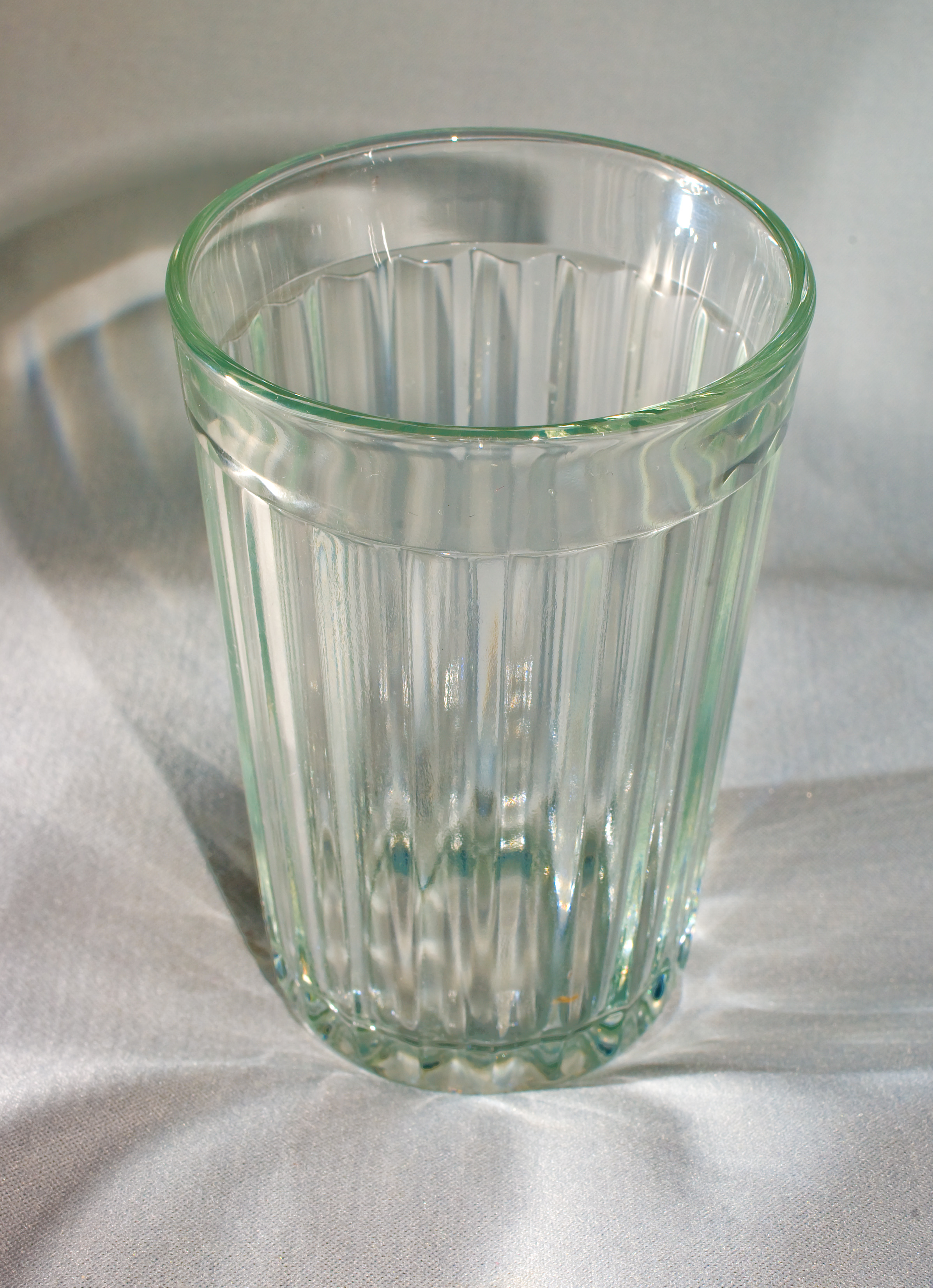
D'acord amb la llegenda, el got de taula clàssic soviètic va ser un disseny de Mukhina